# Metropolitane per numero di passeggeri annui

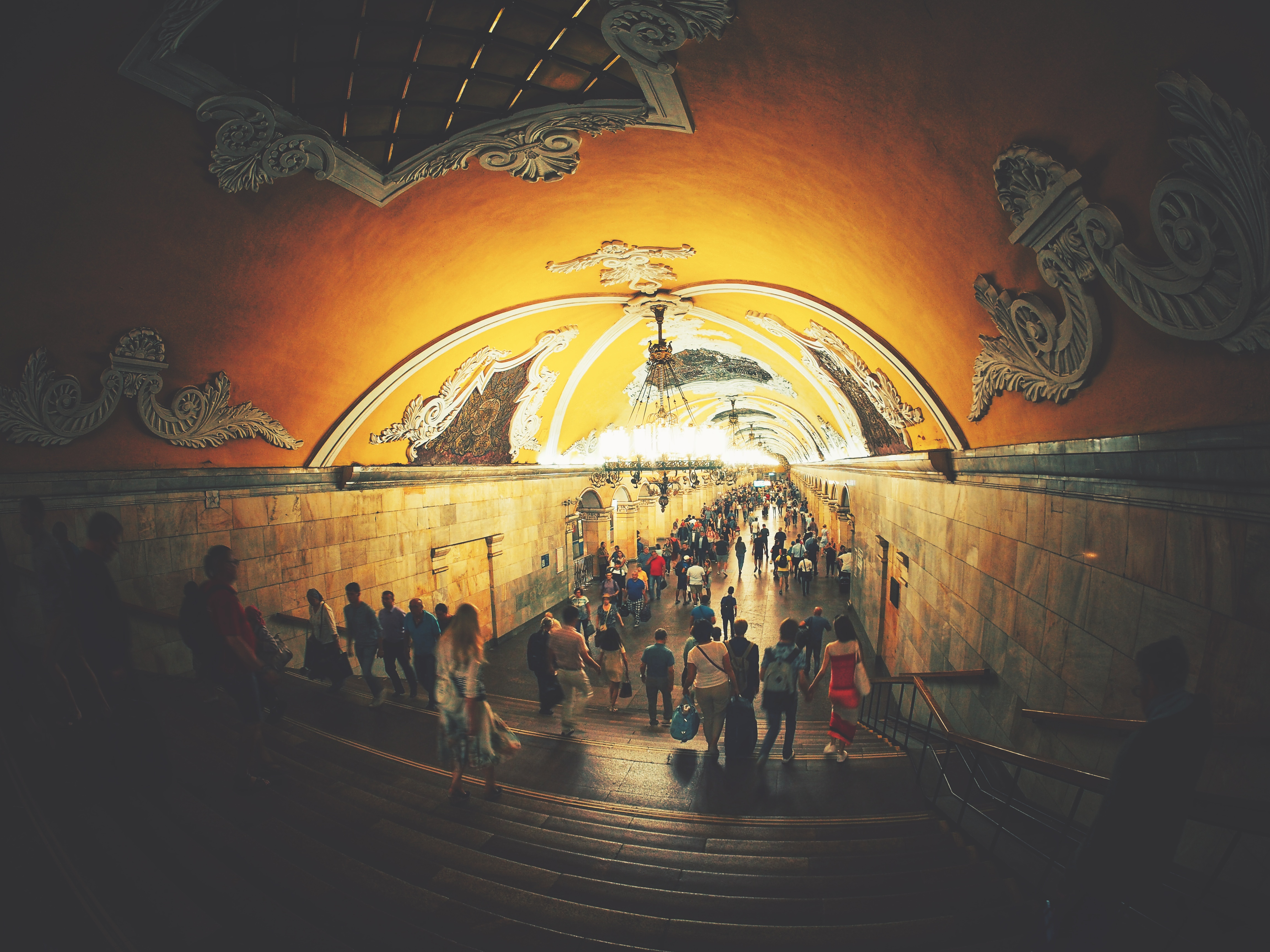
Un'immagine della metropolitana di Mosca.

Le più usate metropolitane in termini di passeggeri trasportati ogni anno:
1. Metropolitana di Pechino 3,850 miliardi (2018)
2. Metropolitana di Shanghai 3,710 miliardi (2018)
3. Metropolitana di Canton 3,029 miliardi (2018)
4. Metropolitana di Seul e SMRT 2,836 miliardi (2017)
5. Metropolitana di Tokyo 2,709 miliardi (2017)
6. Metropolitana di Mosca 2,500 miliardi (2018)
7. Metropolitana di Shenzhen 1,877 miliardi (2018)
8. Hong Kong MTR 1,805 miliardi (2018)
9. Metropolitana di New York 1,727 miliardi (2017)
10. Metropolitana di Città del Messico 1,647 miliardi (2018)